# Matchmaking
Matchmaking (wyszukiwanie gier) – w komputerowych grach online multiplayer system dobierania graczy i wyszukiwania serwerów. W większości gier komputerowych są to rozbudowane algorytmy, szacujące umiejętności graczy oraz przewidujące wyniki rozgrywek, których głównym priorytetem jest wyszukiwanie meczów odpowiednich do ich poziomu umiejętności. Po wyszukaniu graczy i utworzeniu drużyn, system matchmakingu szuka wolnego serwera (uwzględniając opóźnienie połączenia graczy) i konfiguruje rozgrywkę.
Na koniec meczu lub jego części, ranking uczestników jest aktualizowany, czego skutkiem może być zmiana jego graficznej reprezentacji w interfejsie gry np. w postaci rangi, poziomu itp. Dzięki temu zastosowanie systemów matchmakingu nie tylko poprawia jakość rozgrywki przez wyszukiwanie odpowiednio trudnych gier, ale także tworzy swego rodzaju element rywalizacji, motywujący graczy zdobywaniem coraz to wyższych rang lub poziomów.
Systemy rankingowe w wielu tytułach często opierają się na algorytmach stosowanych powszechnie w klasyfikacji szachowej, takich jak ranking elo lub jego bardziej rozbudowanych wersjach, np. Glicko. Takie rozwiązania występują m.in. we wbudowanym matchmakingu w League of Legends (elo), w Counter-Strike: Global Offensive (Glicko-2), a także w niektórych ligach e-sportowych, np. ESEA, Faceit (elo).
Problemem systemów szachowych – ze względu na jego oryginalne zastosowanie – jest nastawienie na skuteczność indywidualną graczy, podczas gdy w grach wieloosobowych istotniejsza jest współpraca drużyny. W środowisku graczy mówi się o tzw. elo hell, w którym samodzielny awans z niskim poziomem punktów elo jest utrudniony ze względu na słabą współpracę drużynową wyszukanych współuczestników meczów. Niektórzy producenci gier tłumaczą jednak zjawisko elo hell negatywnymi uprzedzeniami graczy oraz zawyżaniem własnych umiejętności wskutek występowania efektu Dunninga-Krugera. Ponadto, systemy rankingowe są zazwyczaj adaptowane przez producentów gier poprzez uwzględnianie w obliczeniach zmiennych istotnych dla danego rodzaju rozgrywki.